# Prižnica v stolnici v Pisi
Prižnico, imenovano tudi ambon, stolnice v Pisi je med letoma 1301 in 1310 izklesal Giovanni Pisano in predstavlja eno izmed njegovih mojstrovin.

## Zgodovina
Prižnica, ki jo je izdelal Giovanni Pisano, je nadomestila prejšnjo, ki jo je zgradil Guglielmo (1157-1162) in je bila poslana v stolnico v Cagliariju, takrat odvisni od pisanskega nadškofa.
Prižnica Giovannija Pisana je bila končana do leta 1310 in je preživela velik požar v stolnici 25. oktobra 1596. Med obnovitvenimi deli med letoma 1599 in 1601 so prižnico razstavili in njene koščke postavili na različna mesta, vključno na Campo Santo in skladišče Opera della Primaziale. Ponovno je bila sestavljena šele leta 1926, ko je bila obnovljena v drugačnem položaju od prvotnega in vsekakor z deli, ki niso v enakem vrstnem redu in usmeritvi, kot jih je predvidel avtor, saj ni nobene dokumentacije, kakšna je bila ureditev različnih elementov, vključno s ploščicami, pred demontažo. Sploh ni znano ali je imela marmornato stopnišče ali ne.
Štiri "preproste" stebre je takrat pod diktatorsko oblastjo podaril Mussolini, saj so po obnovi manjkali nekateri kosi (na primer stopnišče). Da bi počastili Duceja, so bili ti stebri postavljeni na vidno mesto, kariatide pa so postavili v zadnji del, manj viden, a bilo naj bi ravno obratno.

## Opis
S svojo artikulirano arhitekturno strukturo in zapleteno kiparsko dekoracijo je delo eno največjih pripovedi 14. stoletja, ki odraža prenovo in versko gorečnost tistega časa.
V rahlo ukrivljenih ploščah so z izraznim jezikom oblikovane epizode iz Kristusovega življenja:
1. Oznanjenje, obisk in rojstvo Janeza Krstnika
2. Rojstvo in čaščenje pastirjev
3. Sanje in poklon Treh kraljev
4. Predstavitev Jezusa v templju in polet v Egipt
5. Pokol nedolžnih
6. Judežev poljub, kronanje s trnjem, bičanje
7. Križanje
8. Poslednja sodba (na dveh ploščah Izvoljeni in Prekleti s Kristusom sodnikom v sredini

- Oznanjenje, obisk in rojstvo krstnika
- Poklonitev Treh kraljev
- Predstavitev Jezusa v templju in Beg v Egipt
- Pokol nedolžnih
- Križanje
- Judežev poljub, kronanje s trnjem, bičanje
- Il Poslednja sodba

Struktura je poligonalna, tako kot prejšnji podobni primeri, v krstilnici v Pisi, v  Sienski stolnici in v cerkvi Sant'Andrea di Pistoia, vendar so plošče prvič rahlo ukrivljene, kar daje novo  predstavo te vrste. Enako izvirni so:
- Prisotnost pravih kariatid in telamonov, to so izklesane figure namesto preprostih stebrov z različnimi simbolnimi pomeni
- Sprejetje volutnih polic namesto lokov, ki podpirajo medetažno dno
- Izjemen občutek za gibanje, ki ga dajejo številne figure, ki zapolnijo vsak prazen prostor.

To delo predstavlja reliefe z nekoliko bolj umirjenim jezikom v primerjavi z motečo dinamiko pisanske prižnice, medtem ko so arhitekturne novosti pomembnejše. Dinamičen značaj dela poudarjajo velika raznolikost postav likov in živali ter značilna gotska prisotnost elegantnih in ukrivljenih ritmov. Glede na srednjeveško rabo so v isto polje vstavljeni kronološko zaporedni prizori: hkrati lahko vidimo Tri kralje, ki jih je angel prebudil v iskanju novorojenega Mesije in so že prispeli v kočo Svete družine. Razplet zgodbe animirajo tudi psi, konji, pa tudi eksotične živali, kot so kamele, medtem ko so v ozadju kosi pokrajine z naturalističnim pridihom.
Ena od kariatid simbolizira Eklezijo in ima v svoji bazi vrsto štirih poosebljenih kardinalnih vrlin (Pravičnost, Pogum, Zmernost in Razumnost), med katerimi izstopa gola Zmernost, ki zavzame držo Venus pudica. Toda te vrline imajo, kot navaja napis samega Giovannija, širši pomen, kot so štirje deli sveta, štiri rajske reke in štiri starosti žensk. Giovanni je nato ustvaril povzetek enciklopedičnega vesolja tistega časa.

## Galerija
- Lev
- Atlant z nadangelom
- Atlant s Herkulom
- Del prižnice, ki se ne uporablja in hranijo v Metropolitanskem muzeju umetnosti
- Del prižnice, ki se ne uporablja in hranijo v Metropolitanskem muzeju umetnosti
- Del prižnice, ki se ne uporablja in hranijo v Metropolitanskem muzeju umetnosti